# Benirredrà
Benirredrà (em valenciano e oficialmente) ou Benirredrá (em castelhano) é um município da Espanha na província de Valência, Comunidade Valenciana. Tem 0,4 km² de área e em 2021 tinha 1 547 habitantes (densidade: 3 867,5 hab./km²).

## Demografia
| Variação demográfica do município entre 1991 e 2004 | Variação demográfica do município entre 1991 e 2004 | Variação demográfica do município entre 1991 e 2004 | Variação demográfica do município entre 1991 e 2004 |
| --------------------------------------------------- | --------------------------------------------------- | --------------------------------------------------- | --------------------------------------------------- |
| 1991                                                | 1996                                                | 2001                                                | 2004                                                |
| 901                                                 | 1008                                                | 1322                                                | 1460                                                |